# Nyctinomops macrotis
Nyctinomops macrotis е вид прилеп от семейство Булдогови прилепи (Molossidae). Видът не е застрашен от изчезване.

## Разпространение
Разпространен е в Аржентина, Бразилия, Венецуела, Гвиана, Доминиканска република, Еквадор, Канада (Британска Колумбия), Колумбия, Куба, Мексико, САЩ (Аризона, Калифорния, Канзас, Колорадо, Минесота, Невада, Ню Мексико, Оклахома, Тексас и Юта), Суринам, Френска Гвиана, Хаити и Ямайка.

## Описание
Теглото им е около 16,4 g.